# Rhyl FC
A Rhyl FC (walesi nyelven: Clwb Pêl Droed Y Rhyl) egy walesi labdarúgóklub, amely az első osztályban szerepel. A klub székhelye Rhyl. A csapat jelenleg a bajnoki címvédő.

## Története
Kevés walesi csapatnak van olyan dicső történelme, mint a Rhyl-nek. A klubot az évek során Rhyl Athletic-ként és Rhyl United-ként is ismerték, de végül visszatért a Rhyl FC névhez. Az 1930-as években csatlakozott az angol Chesire County League-hez, ezzel kezdetét vette a csapat egyik legsikeresebb időszaka. Nem sokkal második világháború után a csapat kétszer is elhódította a bajnoki címet és a walesi kupát.
Az újabb bajnoki sikerre 1972-ig kellett várnia. Egészen 1992-ig angol bajnokságokban szerepeltek. A League of Wales megalapítása után túl későn adta le nevezését, így már csak a másodosztályban kapott helyet. Az 1993/94-es szezonban jutott fel az élvonalba.
A Rhyl az évek során több híres játékost is kinevelt, néhányuk az angol élvonalban is megfordult. A klub egy ideig csak szenvedett a bajnokságban, de a 2000-es évek elejére jelentősen megerősödött. A 2003/04-es idényben bajnok lett, megnyerte a kupát és a ligakupát is, így Bajnokok Ligája-selejtezőt játszhatott, de 7-1-es összesítéssel kiesett a Skonto Riga ellen.
A következő idényben ugyan nem nyert semmit, de második helyének köszönhetően selejtezőt játszhatott az UEFA-kupában. Hazai pályán 2-1-re megverte a litván FK Atlantast. Ez volt a csapat első győzelme az európai porondon. A visszavágót 3-2-re elvesztette, de idegenben lőtt több góljának köszönhetően továbbjutott. A következő fordulóban a Viking FK ellen esett ki.
A 2005/06-os szezonban megnyerte a walesi kupát és harmadikok lett a bajnokságban, így ismét UEFA-kupa-selejtezőt játszhatott. Már az első körben kiesett a litván FK Sūduva ellenében. 2008-ban az Intertotó-kupán is részt vett, ahonnan az ír Bohemians ejtette ki.
A Rhyl 2009-ben megnyerte Welsh Premier League-et, ami azt jelenti, hogy a következő szezonban Bajnokok Ligája-selejtezőt játszhat.

## Sikerei
- Walesi bajnok:
  - 2 alkalommal (2003–04, 2008–09)
- Walesikupa-győztes:
  - 4 alkalommal (1951–52, 1952–53, 2003–04, 2005–06)
- Walesi ligakupa:
  - 2 alkalommal (2002–03, 2003–04)
- Cheshire County League-bajnok:
  - 3 alkalommal (1947–48, 1950–51, 1971–72)
- Cymru Alliance Cup-győztes:
  - 1 alkalommal (1992–93)
- North Wales FA Challenge Cup-győztes:
  - 15 alkalommal (1927–28, 1929–30, 1933–34, 1934–35, 1938–39, 1947–48, 1949–50, 1950–51, 1951–52, 1953–54, 1954–55, 1969–70, 2003–04, 2005–06)
- Welsh Amateur Cup-győztes:
  - 1 alkalommal (1971–72)
- Cheshire League Challenge Cup-győztes:
  - 1 alkalommal (1970–71)
- NPL Presidents Cup-győztes:
  - 1 alkalommal (1984–85)

## Jelenlegi keret
| #  |       | Poszt | Név              |
| -- | ----- | ----- | ---------------- |
| 1  | Wales | K     | Lee Kendall      |
| 2  | Wales | V     | Mark Connolly    |
| 3  | angol | V     | Greg Stones      |
| 4  | angol | V     | Greg Strong      |
| 5  | angol | V     | George Horan     |
| 6  | Wales | KP    | Danny Williams   |
| 7  | Wales | KP    | Gareth Owen      |
| 8  | Wales | CS    | Matthew Williams |
| 9  | Wales | CS    | Neil Roberts     |
| 10 | Wales | KP    | John Leah        |

| #  |       | Poszt | Név            |
| -- | ----- | ----- | -------------- |
| 11 | angol | KP    | Luke Holden    |
| 12 | angol | V     | Paul O'Neill   |
| 13 | Wales | K     | Paul Pritchard |
| 14 | Wales | KP    | Luke Sherbon   |
| 15 | Wales | V     | Chris Roberts  |
| 16 | angol | V     | Martyn Naylor  |
| 17 | Wales | CS    | Carl Owen      |
| 18 | angol | KP    | Gareth Wilson  |
| 19 | angol | KP    | Sam Heenan     |

## Külső hivatkozások
- Hivatalos weboldala Archiválva 2021. március 9-i dátummal a Wayback Machine-ben
- Nem hivatalos rajongói oldal
- Fórum